# Patogenicità
La patogenicità è la capacità di un microrganismo di creare un danno. È geneticamente determinata, propria di alcune specie. Può essere di grado diverso a seconda dei vari stipiti virali o batterici. L'entità della patogenicità è espressa dal grado di virulenza. Essa dipende da:
- invasività: capacità di moltiplicazione in vivo del microrganismo;
- tossigenicità: entità della produzione di sostanze tossiche (esotossine) da parte del microrganismo.

Il grado di patogenicità riferito ad uno studio epidemiologico è inteso come il rapporto tra il numero di soggetti infetti che presentano i sintomi della malattia e il numero totale degli infetti (infatti non tutti gli infetti presentano i sintomi della malattia, questo dipende da molti fattori tra cui la suscettibilità dell'ospite rispetto a quel determinato microrganismo patogeno).